# 布布恰恰
《布布恰恰》（日語：ぶぶチャチャ）由童夢動畫工作室製作的電視動畫。由NHK衛星第2頻道第1季在1999年4月29日至1999年11月25日、以及第2季在2001年5月10日至2001年11月29日。台灣則是在2000年4月1日在台視播出第一季，各有26集，共52集。

## 劇情簡介
「BUOKU」和他的愛犬「CHACHA」因為了救小主人，而在一場交通事故中犧牲生命，之後，卻變成狗狗模樣的玩具車，和主角一起經歷冒險與成長的故事，並以兒童的角度描寫對親情與愛的表現。

## 登場人物
藍迪・蘭德（布迪）（配音員：笹本優子；香港：林元春；台灣：許淑嬪（台視）／詹雅菁（MOMO親子台））
又名弟弟，一個3歲的鄰家小男孩，有著天真單純又善良的性格，很容易哭，對於生活週遭所發生的一切充滿著好奇心，並且與最好的朋友恰恰，在每一次的嘗試及學習中彼此分享喜怒哀樂
恰恰（配音員：長島雄一；香港：陳卓智；台灣：陳幼文（台視）／梁興昌（MOMO親子台））
一隻喜愛弟弟的狗，死掉後為了保護弟弟，附身在玩具車上守護著弟弟，擁有最善良的心，是弟弟最好的良師益友，恰恰不只是玩具車，而是帶著溫暖與愛心的最佳朋友，與弟弟彼此相親相愛，一同冒險，在生活中分享經驗，共同成長。
福雷斯特・蘭德（爸爸）（配音員：鈴木琢磨；台灣：官志宏（台視）／李世揚（MOMO親子台））
弟弟的爹地，充滿著許多新鮮資訊的新聞記者，弟弟非常崇拜，他喜歡的玩具和幻想有時更甚於弟弟
康妮・蘭德（媽媽）（配音員：田中敦子；台灣：馮美麗（台視）／李明幸（MOMO親子台））
弟弟的媽咪，興趣是園藝和烹飪。一個懂得用愛支持弟弟的成長和明白了家人的母親。以愛心來教育弟弟的成長和照顧家人。對園藝特別喜愛，教導弟弟對於大自然生物的愛護。
Mary瑪麗（配音員：川田妙子；香港：雷碧娜；台灣：陶敏嫻（台視））
弟弟的鄰居，四歲。認為自己什麼都知道，喜歡愛管閒事。每次都用不同的名字叫弟弟，常向弟弟說教訓話。清掃用具不離身。
她對鎮的一切資訊都很明白，把弟弟當作是個小孩且常試著教他如何待人處事
凱薩琳（配音員：高田由美；台灣：姚敏敏（台視））
康妮的表妹，弟弟的小阿姨，14歲，擅長繪畫。常常騎腳踏車撞到郵筒倒。當弟弟的爸媽出門時負責帶看著弟弟。                                  :偶爾當弟弟的保姆，和弟弟相處後，發覺弟弟善良的心，與弟弟變成要好的朋友
戴亞叔叔（配音員：有本欽隆；台灣：陳幼文（台視））
又名阿達叔叔，似乎喜歡喊叫"阿達！！"去嚇人。面惡心善的老伯伯，在每一集的故事中，常對孩子們喊叫和打....，孩子們都非常的怕他。不過，其實阿達只對他只會對感到危險的人物大聲兇喊。
工作是各式各樣的，比如有警衛、水族館保全、滅鼠人員、電影演員等。
尼克（配音員：西村朋紘；台灣：馮美麗（台視）／雷碧文（MOMO親子台版本））
五歲，泰利的哥哥。一對三歲和五歲的兄弟檔，所有對話都是用rap饒舌歌講的，每次都會自我介紹說「我們是尼克和泰利」。一心只想要當個饒舌兄弟，瑪麗把他們兩位叫生日快樂兄弟，可見瑪麗叫錯名字不是針對弟弟個人。
泰利（配音員：坂口候一；台灣：陶敏嫻（台視）／林美秀（MOMO親子台版本））
三歲，尼克的弟弟。
叮咚·噹噹（配音員：南央美；台灣：馮美麗（台視））
為住在弟弟家對面的鄰居，很喜歡讀書，擁有很多知識，因為很常在大樹下讀書，又被稱為大樹下的噹噹。在弟弟和恰恰身邊時總是會看到不可思議的事情，但每次噹噹都會感覺是錯覺。
於第二季第一集登場，於該季第十三集搬離綠色山丘鎮。
奶奶（配音員：定岡小百合）
弟弟的祖母，住在葛雷巴湖小鎮。她和弟弟非常親近，親近到幾乎明白了恰恰是一隻狗。祖母自然流露的親切態度，就猶如街坊鄰居的好朋友，就如同鄰家小男孩弟弟
吉兒・巴克曼
噹噹的媽媽，是一名很有名的演員。
莎拉（配音員：早見優；台灣：陶敏嫻→姚敏敏（台視））
12歲的鬼魂第三話出現
本來已經變成天上的星星，後來以幽靈的姿態回到人間玩。
基西里夫人（配音員：杉田郁子）
和沙拉住在一起的老婆婆，因為好玩會故意裝成幽靈嚇兒童。
住在號稱為「鬼屋」的房子裡
加德(蓋特)老師（配音員：澤木郁也）
一位很厲害的畫家，是指導凱薩琳的老師。
小丑姊姊
一個神祕的小丑，有時候會幫助弟弟，開了一間「不可思議的店」。
那家店有時候會在巷子裡出現。
布魯機器人（配音員：宇垣秀成；台灣：官志宏（台視））
第十一話出現。
變成玩具機器人的鬥牛犬。
在弟弟出生以前它是曾經恰恰的好朋友。一隻公牛犬變成的玩具機器人。
河馬卡車（配音員：江川央生；台灣：官志宏（台視））
又名卡巴，第七話出現，是隻變成卡車的河馬。生前因為喜歡在卡車上迎風的感覺中所以在選擇附身在卡車上。
由於都是獨自一人行動且感覺孤單的關係，初登場在廣場見到弟弟與恰恰玩潑水遊戲時因為太過羨慕，於是尾隨在兩人後面，然後在平交道前稍微惡作劇差點讓恰恰撞上急駛而過的火車，後來真實身分被恰恰認出來。
跳跳（配音員：金井美香；配音員：香港：黃麗芳；台灣：姚敏敏（台視））
第十七話出現。
跳跳是弟弟的奶奶養的一隻青蛙，死掉後因為太喜歡奶奶而附身到弟弟爸爸小時候玩的玩具車。
辛蒂（挖土機象）（配音員：兵藤麻子；台灣：馮美麗（台視））
第二季第三話出現。
原本是一隻在馬戲團表演的大象，死亡後想保留原本的樣子而附身在挖土機上。
豹君（小豹）（配音員：野田順子；台灣：姚敏敏（台視））
第二季第九話出現。
是動物園裡剛出生不久的豹寶寶，剛出生不久就死亡了，因為想到處跑而附身在跑車上。
爸爸老鼠（配音員：宮田幸季；台灣：官志宏（台視））
第二季第十八話出現。
是一群小老鼠的爸爸，為了保護孩子們而變成玩具車。
最後和小老鼠們一起住在鬼屋裡。
冬眉星人（梅蒙星人）（配音員：園部啟一）
冬眉（梅蒙）星球來的，常被弟弟和恰恰講成眉毛星人。
翻譯的關係，第一季是翻譯梅蒙星人，第二季翻譯成冬眉星人。
阿齊
又名亮亮，梅蒙星球來的一隻小寵物，幾乎和一顆豆子一樣小隻。
加奈Kana（配音員：白倉麻子）
一隻恰恰很喜歡的狗。
恰恰很想和加奈成為朋友，但加奈很難意識到恰恰是一隻狗。
奇普（吉普）（配音員：坂口候一）
一隻噹噹養的狗，總是很有精神。
因為常常和加奈玩在一起，導致恰恰有點忌妒。
波洛蓉（菠蘿蘿）（配音員：中島麻美）
第二十五話出現。
是一隻小丑姊姊給的音樂盒娃娃，幫助弟弟他們唱歌給奶奶聽音樂。
鱷魚
第一話出現。
原本是寵物，但是遭人遺棄放在公園。弟弟本來想帶牠回家，但是鱷魚婉拒了。

## 標題
| 話數   | 日文標題 | 中文標題             | 首播日期       |
| 第一季 | 第一季   | 第一季               | 第一季         |
| ------ | -------- | -------------------- | -------------- |
| 01     |          | 恐龍的寶寶           | 1999年4月29日  |
| 02     |          | 不可思議的雲         | 1999年5月6日   |
| 03     |          | 有幽靈的鬼屋         | 1999年5月13日  |
| 04     |          | 乘船的冒險           | 1999年5月27日  |
| 05     |          | 媽媽和爸爸的寶貝     | 1999年6月3日   |
| 06     |          | 媽媽迷路了           | 1999年6月10日  |
| 07     |          | 危險的兜風           | 1999年6月17日  |
| 08     |          | 弟弟變公主           | 1999年6月24日  |
| 09     |          | 骨頭失竊記           | 1999年7月1日   |
| 10     |          | 瑪麗的烏雲           | 1999年7月8日   |
| 11     |          | 失敗的機器人         | 1999年7月15日  |
| 12     |          | 風精靈的惡作劇       | 1999年7月22日  |
| 13     |          | 加油!鮭魚            | 1999年7月29日  |
| 14     |          | 名犬恰恰             | 1999年8月5日   |
| 15     |          | 小寶寶來了           | 1999年8月12日  |
| 16     |          | 爸爸遺忘的東西       | 1999年8月26日  |
| 17     |          | 弟弟和恰恰分開了     | 1999年9月2日   |
| 18     |          | 森林的朋友           | 1999年9月9日   |
| 19     |          | 白雪王子             | 1999年9月23日  |
| 20     |          | 跟恰恰賽車           | 1999年9月30日  |
| 21     |          | 不可思議的隧道       | 1999年10月7日  |
| 22     |          | 老師的樹             | 1999年10月14日 |
| 23     |          | 神秘的秘密基地       | 1999年10月28日 |
| 24     |          | 在天上的蜻蜓         | 1999年11月4日  |
| 25     |          | 弟弟的樂團           | 1999年11月11日 |
| 26     |          | 恰恰的「哇」         | 1999年11月25日 |
| 第二季 |          |                      |                |
| 27     |          | 太陽公公引擎         | 2001年5月10日  |
| 28     |          | 彩虹的另一邊         | 2001年5月17日  |
| 29     |          | 好大的沙子城堡       | 2001年5月31日  |
| 30     |          | 大家一起玩           | 2001年6月7日   |
| 31     |          | 布魯是英雄           | 2001年6月14日  |
| 32     |          | 不可思議的味道       | 2001年6月21日  |
| 33     |          | 發燒看馬戲團         | 2001年6月28日  |
| 34     |          | 快樂的小雨滴         | 2001年7月5日   |
| 35     |          | 危險的小豹           | 2001年7月12日  |
| 36     |          | 衝啊，吉普           | 2001年7月26日  |
| 37     |          | 是誰的影子           | 2001年8月2日   |
| 38     |          | 答答答，音樂風琴     | 2001年8月9日   |
| 39     |          | 噹噹要搬家了         | 2001年8月16日  |
| 40     |          | 好多的想像           | 2001年8月23日  |
| 41     |          | 跟夢裡一樣           | 2001年8月30日  |
| 42     |          | 變成長統靴的貓       | 2001年9月6日   |
| 43     |          | 弟弟的章             | 2001年9月13日  |
| 44     |          | 不好了,爸爸老鼠      | 2001年9月27日  |
| 45     |          | 住在山裡的朋友       | 2001年10月4日  |
| 46     |          | 白雪的朋友           | 2001年10月11日 |
| 47     |          | 一個搭船來的神祕阿姨 | 2001年10月18日 |
| 48     |          | 會說話的木鞋         | 2001年10月25日 |
| 49     |          | 恰恰的旅程           | 2001年11月8日  |
| 50     |          | 賽車有精神           | 2001年11月15日 |
| 51     |          | 瑪麗的願望           | 2001年11月22日 |
| 52     |          | 無邊無際天上的海     | 2001年11月29日 |

## 作者
日籍的巴基斯坦人。

於1999年10月入籍日本的作者伊庫. 穆罕默德，因父親在貿易公司任職的關係，在神戶出生長大，上智大學經濟系畢業後，擔任過美國農產品公關等職務。

然而在日本電視台工作時，製作了第五個節目時接觸了卡通，他認為世界各地都進口了很多卡通，然而這些卡通大都參雜了「性與暴力」所以敬而遠之的國家也不少。自己對於自己製作出來的作品都感到不滿意，為了讓兒童感受到親切和溫暖，便於兩年前花了千萬的資金成立了自己的製作公司:『BUBU CHACHA』
正是該公司的第一部作品。

作者在製作此部卡通時就堅持：「我並不是要作一部普通的卡通，對事物的思考及感受，都要清楚的表現出來給人感受到」。一部30分鐘的單元，竟要花上4個月的時間製作，導演對於劇本的對白反覆推敲，加上國外的版權的賣出，對於該國的食物描述、宗教信仰、男女差別等問題，都需有相當的考量，可見製作之用心。

## 动画制作班底
- 原作：、桶谷顕（おけやあきら）、
- 行政监制：Iku
- 企画：安西武
- 制片人：野澤勝彦
- 统筹・原案・编剧：桶谷顕（おけやあきら）
- 导演：網野哲郎（アミノテツロー）
- 人物原案：西田宽治
- 人物设计：越智信次
- 美術監督：東潤一
- 美術設定：成田偉保（草薙）
- 音響監督：本田保則(アーツプロ)
- 音響制作：HALF H・P STUDIO
- 製作：童夢、日本数字娱乐（Japan Digital Entertainment）
- 制作動畫導演

## 相關商品

### 書籍
- Prelude Book1-3（2000年3月發售）
- （2000年5月發售）
- （2000年5月10日發售）
- （2001年5月10日發售）
- （2000年5月發售）
- （2001年6月1日）
- （2001年6月20日發售）
- （2001年6月25日發售）
- （2001年8月20日發售）

## 主題歌
- 作曲：
- 片头曲：《ぶぶチャチャ仕方ない?》作詞:網野哲郎/作曲:つのごうじ/編曲:つのごうじ/歌:マコリン&ピタゴラス[1]
- 片尾曲：《橋を渡ろう》作詞:網野哲郎/作曲・編曲:つのごうじ/歌:マコリン&ピタゴラス